# Château de Lassay
Cet article possède des paronymes, voir Château de l'Assay et Lassay-les-Châteaux.
Pour les articles homonymes, voir Château de Lassay (homonymes).
Le château de Lassay est un édifice datant du XVe siècle, situé sur la commune de Lassay-les-Châteaux en Mayenne. Sa position, au point de contact des trois provinces du Maine, de Bretagne et de Normandie, lui donnait une réelle importance. Elle a joué un certain rôle dès le XIe siècle à l'époque des guerres de Guillaume le Conquérant.

## Histoire

### Le château primitif

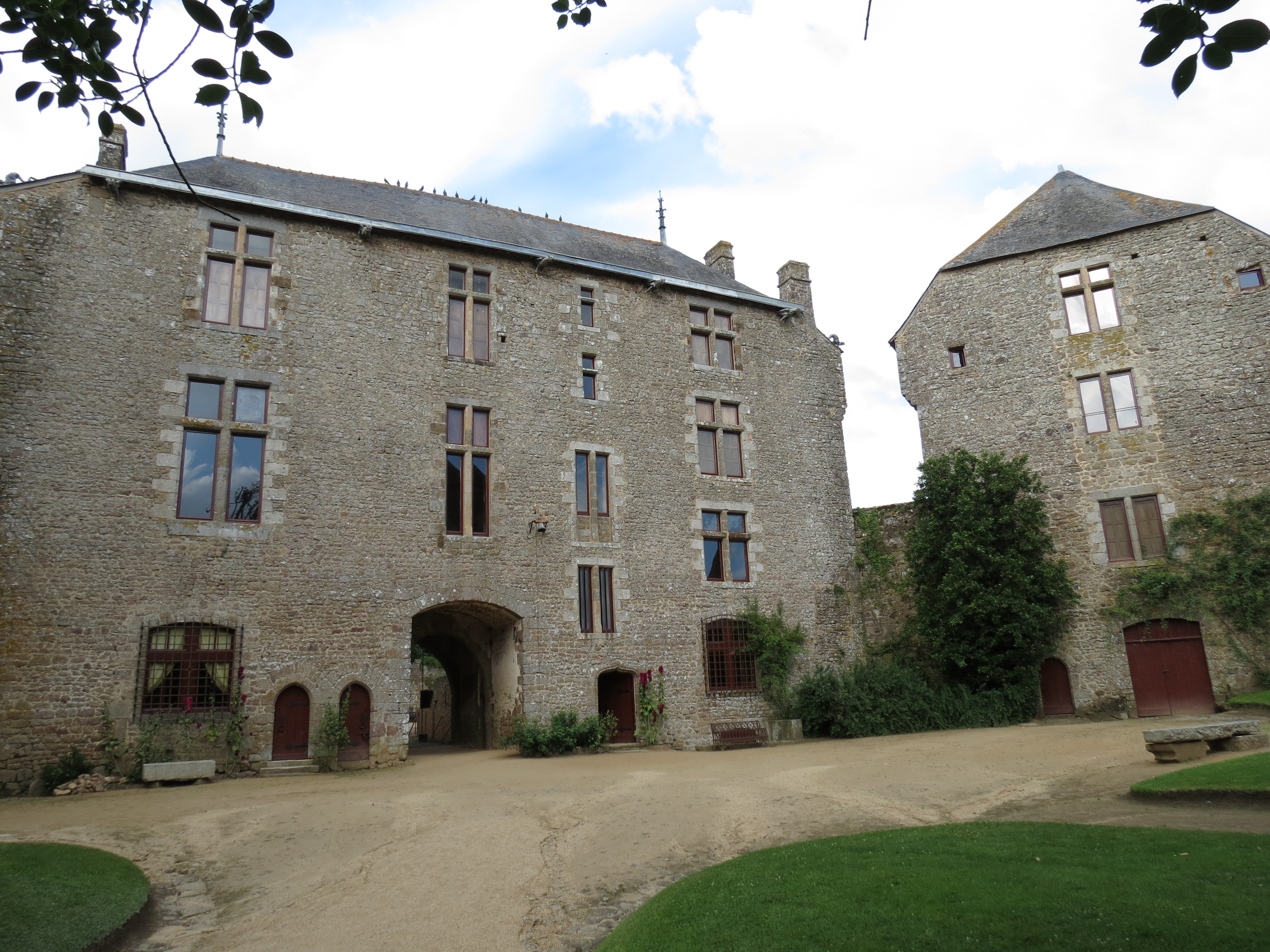
L'intérieur de la cour, le logis principal.

Le castrum ou castellum, construit au plus tard dans les premières années du XIIe siècle, ne consistait probablement qu'en un donjon sur une motte, avec enceintes de baies et de palissades, et une chapelle au-dessous. C'est peut-être encore à cet état de choses, quelque peu modifié surtout pour les clôtures, que l'on fait allusion dans un texte de 1387, où l'on dit que le château n'était qu'une petite tour. Un peu avant cette époque, le seigneur de Lassay avait « fait rappareiller son chastel et y avoit bien despendu la somme de XVcc livres ». Il y eut alors « chastel, basse-court, donjon, boële et fossés », le grand étang et l'étang Barbot.
La châtellenie, qui avait appartenu au baron de Mayenne sans doute depuis la première inféodation, échut à Pierre de Vendôme, comte de Vendôme, par suite de son mariage avec Jeanne de Mayenne, troisième fille de Juhel III de Mayenne.

### LeXVesiècle

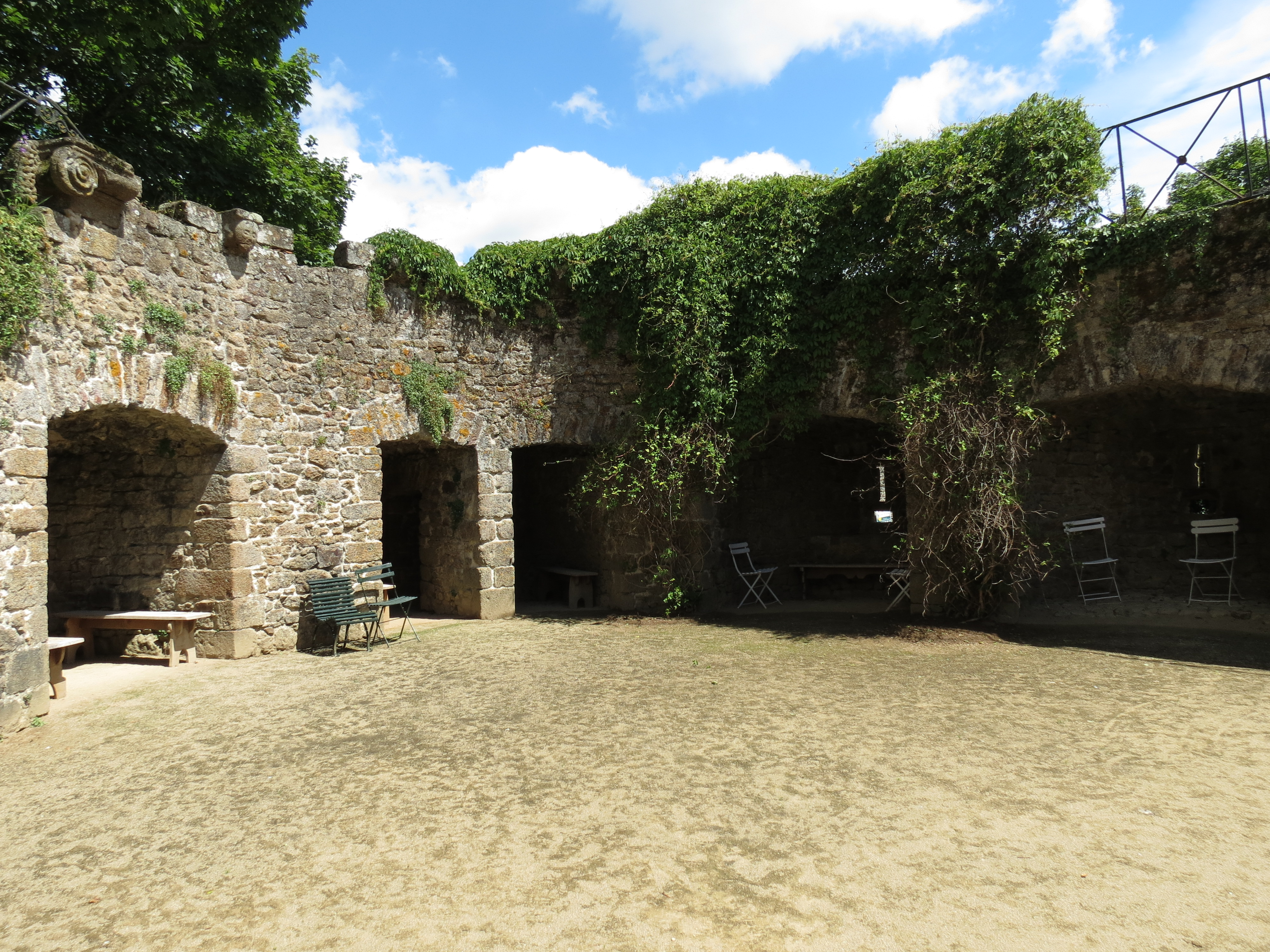
L'intérieur de la barbacane, construite au XVe siècle.

Quand le principal effort des armées anglaises se porte sur le Maine, vers 1422, la duchesse d'Anjou, dame de Mayenne, exige, en vertu d'une ordonnance royale, la destruction du château, trop faible pour résister et déjà endommagé en 1417, et qui appartient d'ailleurs à un vassal, Charles de Vendôme, passé au parti anglo-bourguignon.
La paix une fois assurée, le roi Charles VII, par lettre du 8 février 1458, permet à Jean II de Vendôme, fils du vassal en question, d'« édifier de nouvel son chastel autrefois démoli et cher en ruynes par la fortune de la guerre ». Le travail se fait dans l'espace d'une année (printemps 1458 - début 1459) et donne l'imposante forteresse visible de nos jours, en forme d'octogone irrégulier, avec huit tours dont deux au châtelet. Les deux tours des angles sud-est et sud-ouest sont circulaires, tandis que les six autres, en fer à cheval, s'arasent intérieurement avec le mur des courtines. Il s'agit d'un château-fort type du milieu du XVe siècle, tenant compte de l'usage des armes à feu, soit dans la défense, soit dans l'attaque. Les embrasures des canons sont encore à la hauteur des fossés.
La barbacane, dégagée par le marquis de Beauchêne à la fin du XIXe siècle, n'est construite qu'en 1497-1498.

### LeXVIesiècle
Jean II de Ferrières, vidame de Chartres, fut le dernier descendant mâle de la Maison de Montoire-Vendôme, seigneur de Lassay. Très attaché au parti huguenot, les troupes royales vinrent mettre le siège devant le château le 20 juin 1589. Elles étaient commandées par Jacques II Goyon de Matignon, qui s'empara promptement de la place quoiqu'elle eut été « encore en état d'endurer mille coups de canons » comme il le disait dans son rapport.
Lassay fut adjugé par décret, à la Charlotte du Tillet, fille de Jean du Tillet (sieur de La Bussière), greffier en chef du Parlement de Paris, principale créancière du dernier propriétaire qui était chargé de dettes. Charlotte du Tillet, dame de Lassay, est mentionnée dans un titre du 18 mars 1600. Charlotte du Tillet fut la maîtresse du duc d'Épernon.

### LeXVIIesiècle
Acheté, en 1639, par Isaac de Madaillan de Lesparre et érigé pour lui en marquisat huit ans après, Lassay fut possédé par ses descendants jusqu'au milieu du XVIIIe siècle. Il passa, en 1750, aux Villars-Brancas alliés aux Madaillan.
Avant 1687, Armand de Madaillan fait bâtir dans le style mansart, moitié sur la barbacane, moitié contre les deux tours et la courtine est de l'enceinte, une construction qui dénature la forteresse et qui est démolie par le marquis de Beauchêne, qui rétablit le pont-levis intérieur et fait déblayer l'ancien fossé.

### LeXVIIIesiècle
Dans l'aveu fait à Louis XV par Louis-Léon-Félicité de Brancas, comte de Lauraguais et marquis de Lassay, en 1769, on lit : 
« Au haut de la ville de Lassay et à un bout d'icelle est un ancien château bâti sur un roc environné d'étangs, hors du côté de la ville à laquelle il est joint, un fossé seulement entre deux, et au-devant de l'entrée est une place nommée vulgairement le Boële, et le dit château consiste en huit grosses tours rondes, hautes et machicoulisées, éloignées les unes des autres de quelque distance et jointes ensemble par des courtines aussi machicoulisées, de forme et figure d'un octogone, ayant à une des faces un corps de logis moins ancien et fait construire depuis environs cent ans, l'entrée avec un pont de pierre construit depuis vingt ans en la place du pont-levis qui y était, et avec un droit de pont-levis à l'entrée de la grande cour d'icelui entourée de tours. »

### Époque contemporaine

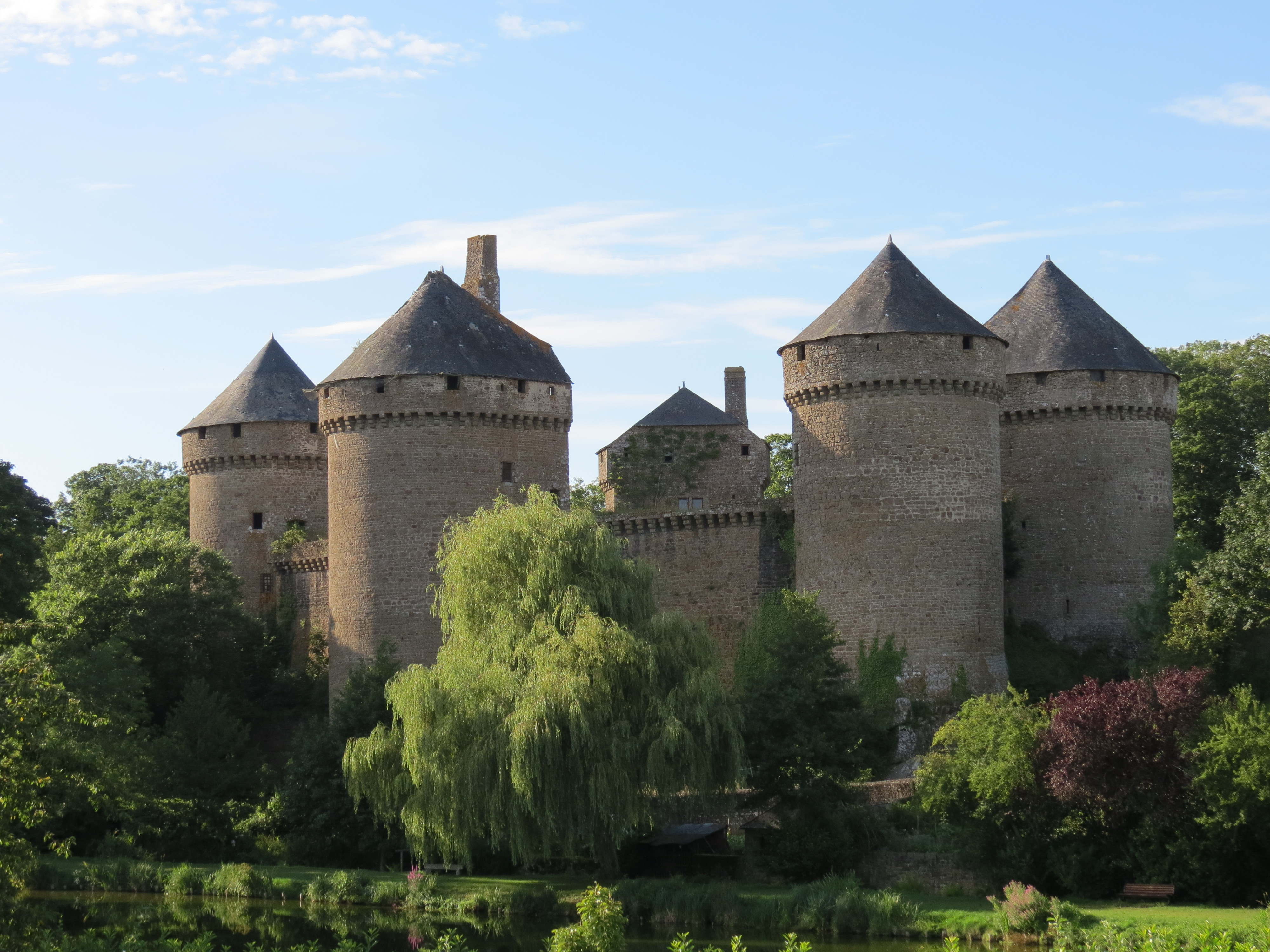
Vue sud-ouest.

En 1836, passant à Lassay, Victor Hugo dessine le château. Il frappe à la porte pour le visiter mais un domestique le prend pour un vagabond.
Le château est dans la même famille depuis 1823. En 1941, Charles Trenet tente de l'acquérir.
Des travaux de rénovation sont engagés à partir du milieu des années 2010.
En 2019, le château est ouvert le week-end de Pâques, les week-ends et ponts de mai et tous les jours du 1er juin au 30 septembre. Des spectacles historiques y sont présentés en juin, juillet et août[réf. nécessaire].

## Architecture

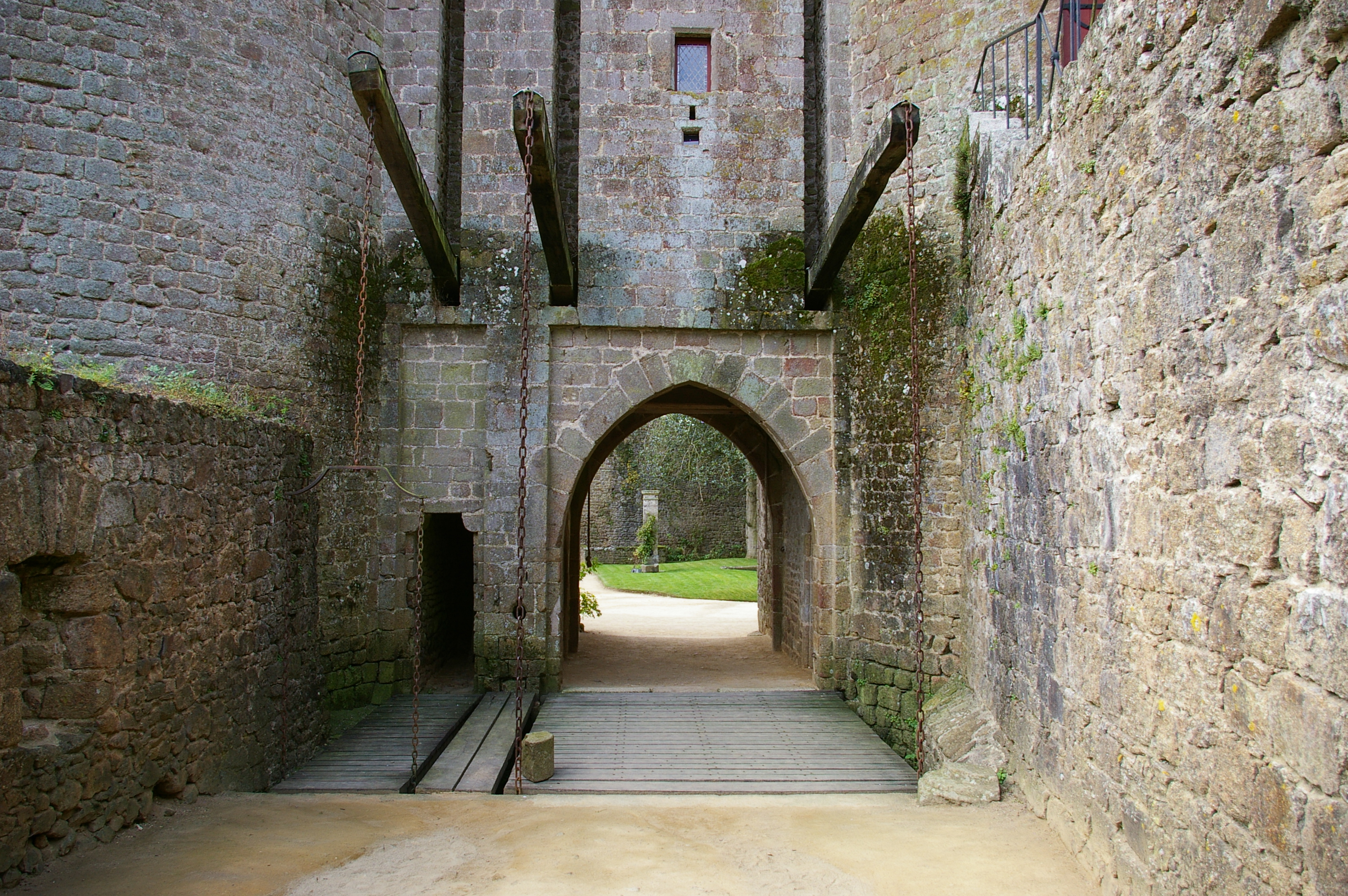
Pont-levis du château.

Le château bénéficie de multiples protections au titre des monuments historiques : un classement pour la totalité du château par la liste de 1862, un classement pour les peintures murales de l'ancienne chapelle le 5 décembre 1963, et une inscription pour le reste de la chapelle le 19 février 1964. Il est composé de huit tours flanquant un cercle irrégulier. Deux d’entre elles forment le châtelet d’entrée. Cette entrée était composée du logis principal au-dessus.

## Tourisme
Le château reçoit en moyenne, annuellement, 10 000 visiteurs,.

## Récompenses
- Coup de cœur prix Ouest-France et Fondation du Patrimoine 2022[13]
- Grand trophée Dassault histoire et patrimoine[6],[13]

#### Bases de données et dictionnaires
- Ressource relative à l'architecture :   - Mérimée